# Le Thiers
Le Thiers est la marque commerciale d'utilisation collective d'un modèle de couteau fabriqué à Thiers dans le département du Puy-de-Dôme en région Auvergne-Rhône-Alpes. Il dispose d'une double vague, pour la forme, dont les obliques aux deux extrémités du manche sont inversées. La marque, propriété de l'association Le Couté de Tié, est enregistrée à l'Institut national de la propriété industrielle (INPI).

## Prononciation
Dans le français contemporain la prononciation serait « Tièr » mais le nom était auterfois prononcé « Tié » du nom de la prononciation en auvergnat, issu de la forme longue « couté de Tié » (écriture auvergnate unifiée / phonétique), en forme longue «Le coutê de Tié» / « cotèl de Tièrn» (graphie classique).

## Origine

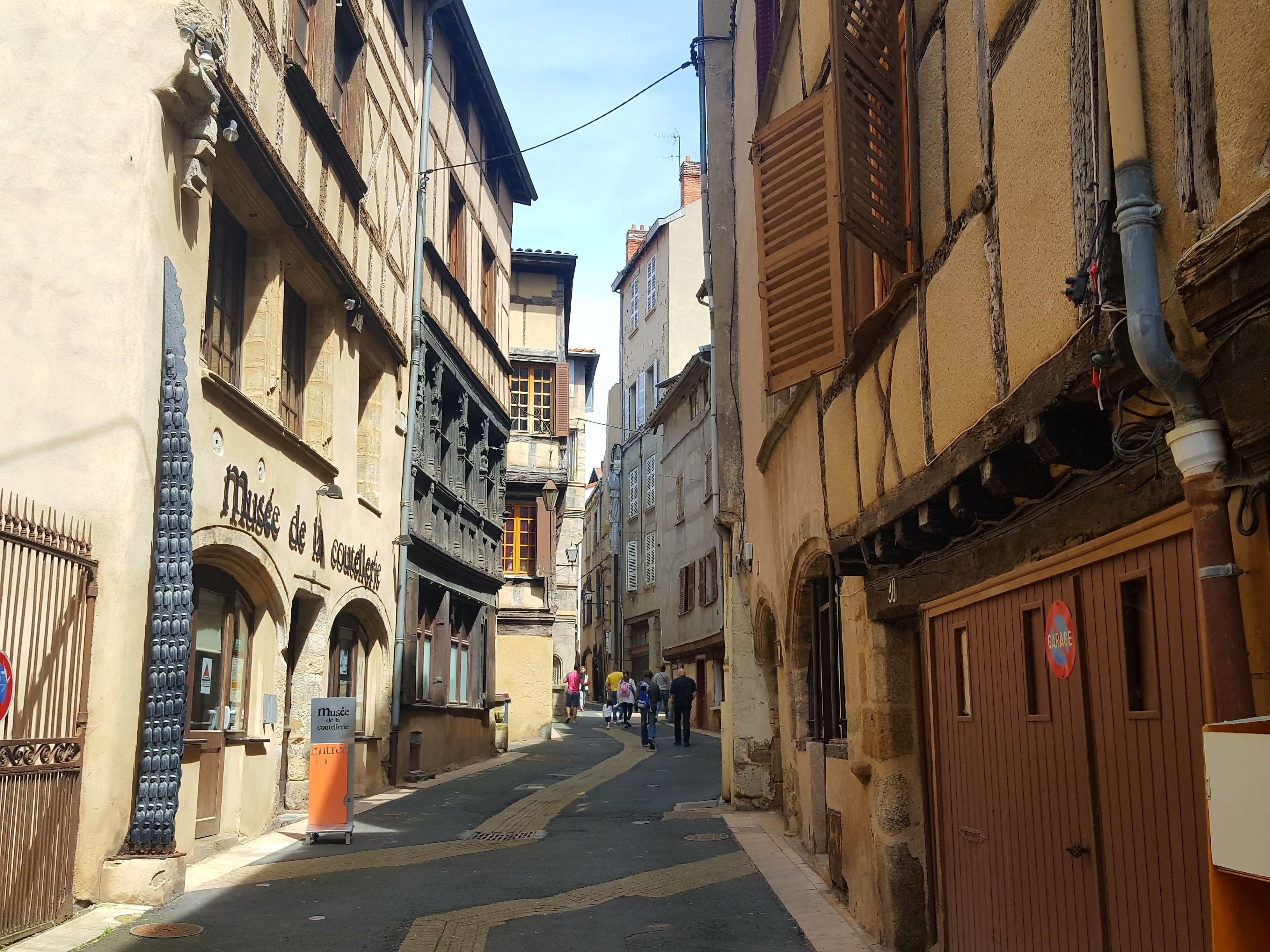
Rue de la coutellerie à Thiers.

L'histoire du couteau commence vraisemblablement en 1993 où la confrérie du couteau Le Thiers fut fondée. L’intérêt de créer celle-ci est tout d'abord de promouvoir le couteau thiernois.  D'après Roland Bouquet, directeur de la Chambre de commerce et d'industrie de Thiers, il ne faut pas résumer le problème de la coutellerie à celui du laguiole. En effet, celui-ci a connu de nombreuses contrefaçons affectant immédiatement les couteliers fabriquant le laguiole. Dès 1994, le couteau est destiné à être décliné selon les fabricants qui voudraient l'inscrire à leur catalogue. Le couteau doit donc répondre à certaines normes, réglementées par une jurande. Toutefois, la place de la créativité personnelle des couteliers thiernois est assez grande. La commercialisation du couteau fut annoncée début 1995 mais dès novembre 1994, certains Thiers ont fait leur entrée chez des couteliers de la région.
En 2007, 40 fabricants du couteau Le Thiers sont à recenser. En 2017, ils sont 51 fabricants et 14 couteliers d’art et auto-entrepreneurs. 
Aujourd'hui, le couteau peut être fabriqué dans les alentours de Thiers, comme à Celles-sur-Durolle,ou encore à la capitale mondiale du tire-bouchon, Saint-Rémy-sur-Durolle.

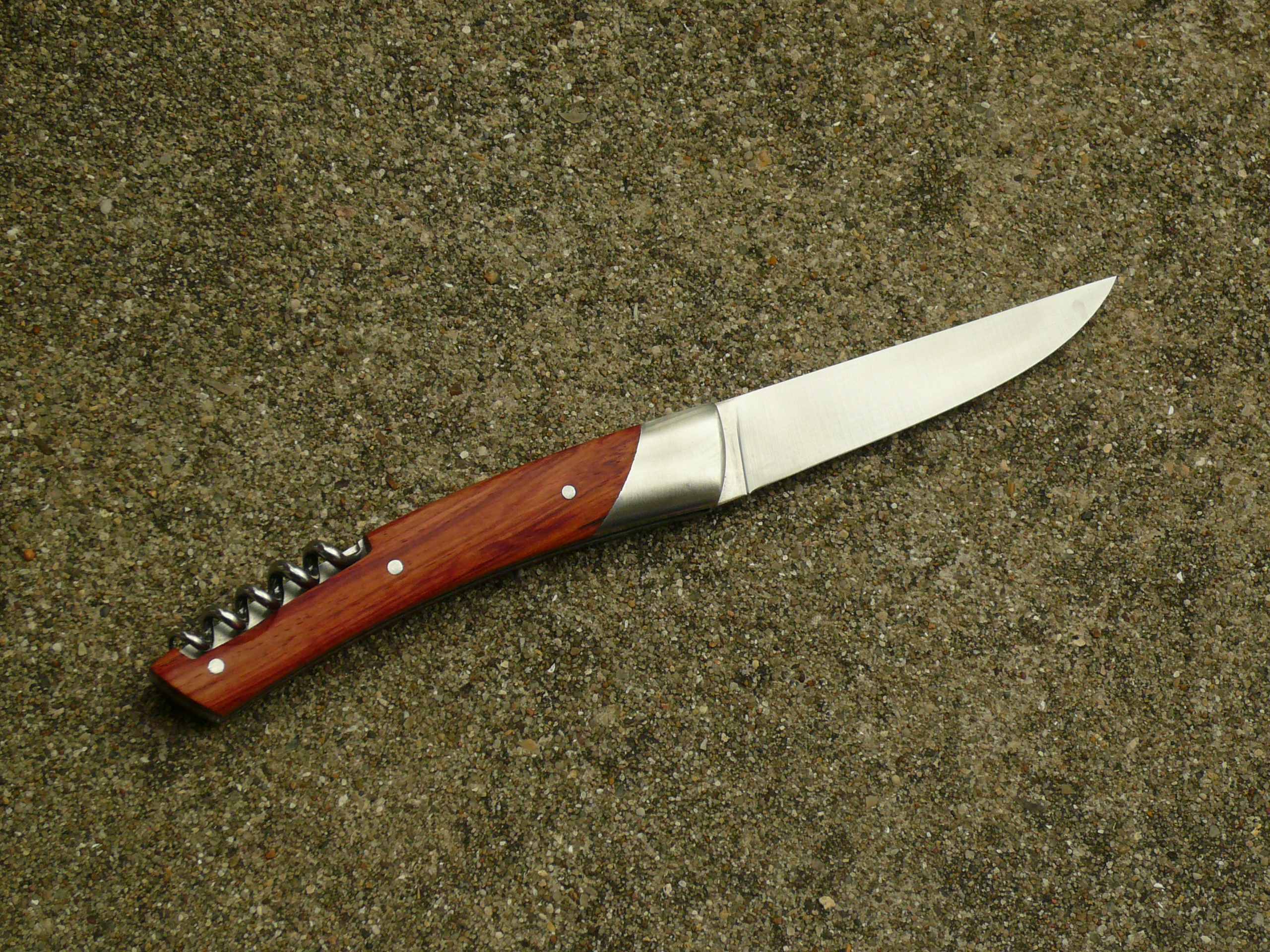
Un couteau "Le Thiers".

## Prestige dans la société thiernoise
Le Thiers est devenu, au fil des années un emblème de la ville. Étant très dynamique, la confrérie du couteau Le Thiers attire de plus en plus de couteliers et artisans du bassin thiernois. Les manifestations comme Coutellia, salon international de la coutellerie mettent en avant le couteau de la région, l'affiche officielle du festival est d'ailleurs dotée d'une représentation du couteau. 
La coutellerie thiernoise attire de plus en plus de personnes et d'artisans venus du monde entier pour participer à diverses manifestations dont Le Thiers est le principal invité.